# Hydroptila acinacis
Hydroptila acinacis är en nattsländeart som beskrevs av Wells 1978. Hydroptila acinacis ingår i släktet Hydroptila och familjen smånattsländor. Inga underarter finns listade i Catalogue of Life.